# Kolo času (seriál)
Kolo času (v anglickém originále The Wheel of Time) je americký hrdinský fantasy seriál z roku 2021 od Amazon Prime Video, jehož tvůrce a hlavní scenárista je Rafe Judkins. Seriál je založen na stejnojmenné knižní sérii Kolo času od Roberta Jordana. První řada měla premiéru 19. prosince 2021, kdy byly vydány první tři díly. V květnu 2021 byla oznámena druhá řada s premiérou v září 2023 a v červenci 2022 došlo k oznámení také třetí řady seriálu s ohlášenou premiérou na podzim 2024, odloženou posléze až na březen 2025. V květnu 2025, po odvysílání řady, bylo oznámeno ukončení seriálu bez dalšího pokračování.

## Obsah
Příběh se odehrává ve světě, kde magie, známá jako Jedna síla, je přístupná pouze ženám z řádu Aes Sedai, protože mužští čarodějové jsou kvůli dávnému prokletí odsouzeni k šílenství. Děj sleduje skupinu mladých lidí z vesnice Dvouříčí, jejichž osudy jsou spjaty s proroctvím o Drakovi Znovuzrozeném – mocné bytosti, která může svět zachránit, nebo zničit.

### 1. řada
Moiraine Damodred (Rosamund Pike), členka řádu Aes Sedai, přijíždí do vesnice Dvouříčí, aby našla Draka Znovuzrozeného. S sebou odvede pět mladých lidí – Randa, Matta, Perrina, Egwain a Nynaeve – neboť není jasné, kdo z nich proroctví naplňuje. Skupinu však rozdělí a pronásledují síly Temného. Postupně se každý z nich vyrovnává se svou minulostí a objevenými schopnostmi. Na konci řady se ukáže, že právě Rand al'Thor (Josha Stradowski) je Drak Znovuzrozený, a dojde k jeho prvnímu střetu s Temným.

### 2. řada
Druhá řada sleduje, jak se hlavní postavy vydávají vlastními cestami. Rand se ukrývá a snaží se ovládnout svou sílu, Perrin Aybara (Marcus Rutherford) se přidává k rebelům, zatímco Mat Cauthon (přeobsazen Dónalem Finnem) čelí vnitřním démonům. Egwain al'Vere (Madeleine Madden) a Nynaeve al'Meara (Zoë Robins) se školí v Bílé věži, ústředním sídle řádu Aes Sedai, kde se učí ovládat Jednu sílu, ale také se potýkají s politickými intrikami uvnitř řádu. Série vrcholí nástupem Seančanského impéria, které přináší nové hrozby i technologii k podmanění mágů. Po vítězství nad Ishamaelem (Fares Fares) ve Falme je Rand veřejně prohlášen za Draka Znovuzrozeného.

### 3. řada
Ve třetí řadě se příběh dále rozvíjí a postavy čelí novým výzvám. Rand al'Thor se vydává do Aielské pustiny, aby naplnil proroctví a stal se vůdcem Aielů. Jeho vztah s Lanfear (Natasha O'Keeffe), jednou ze Zaprodanců, je plný napětí a nebezpečí. Moiraine se snaží znovu získat svou ztracenou magickou sílu a čelí vnitřním i vnějším hrozbám, včetně konfliktu s Lanfear, který vyvrcholí dramatickým střetem. Egwain a Nynaeve pokračují ve výcviku v Bílé věži, která je rozvrácena odhalením existence Černé ajah. Egwain je přijata do řádu a rozhodne se následovat Randa. Perrin se vrací do Dvouříčí, aby bránil svou domovinu před útokem Padan Faina (Johann Myers) a jeho armády. Spojí síly s Bílými plášti a nomádským lidem Tuatha'an, ale nakonec se vzdá násilí a poddá se Bílým plášťům. Mat prochází tajemným světem Eelfinnů, kde získává nové schopnosti a poznání, což ovlivní jeho další cestu. Bílá věž čelí vnitřnímu rozkladu, neboť je Siuan Sanche (Sophie Okonedo) sesazena z Amirlynina stolce a nahradí ji Elaida do Avriny a'Roihan (Shohreh Aghdashloo), Červená ajah. Poté dojde i k popravě Siuan, což hluboce dopadne na Moiraine. Vzroste hrozba ze strany Zaprodanců Moghedien, Rahvin a Sammael, kteří plánují ovládnutí světa a zničení Randa. Třetí řada končí dramatickými událostmi, které připravují půdu pro další vývoj příběhu, ačkoliv byl seriál ukončen.

## Produkce
Větší část seriálu vznikala v České republice, ale natáčení probíhalo také ve Slovinsku a v Maroku. V Praze v Letňanech si produkční tým vytvořil vlastní filmové ateliéry, které byly pojmenovány po spisovateli knižní ságy Jordans Studios. Zde pokračovala i výroba dalších sérií. Na výrobě 1. série se podílelo více něž 500 českých filmařů. Hlavní architekt seriálu je Ondřej Nekvasil, vedoucí produkce Lukáš Hares, v čele týmu kaskadérů byl Jan Petřina. Dále filmaři vytvářející speciální efekty se supervizorem Ondřejem Nierostkem a dále kamerový štáb, osvětlovači, stavba, výprava, rekvizity, trénink koní a odborný dohled nad zvířaty.

### 1. řada
První řada se natáčela i v dalších lokacích, jako je lom Homolák, kostel svatého Václava ve Výsluní či Dolský mlýn. Natáčení trvalo 163 dní a produkce v ČR utratila kolem dvou miliard korun. Hlavním důvodem pro natáčení v ČR byly filmové pobídky, z nichž produkce za první sérii dostala 352 milionů korun. Hlavní herečka Rosamunde Pike se kvůli natáčení přestěhovala na rok do Prahy, neboť produkce musela být kvůli covidu-19 odložena.

### 2. řada
Produkce druhé řady probíhala v letech 2020–2021 a čelila náročným podmínkách v důsledku omezení souvisejících s pandemií covidu-19. Natáčelo se v České republice, Itálii a v Maroku. Hlavní část probíhala v barrandovských studiích a v Jordan Studios v Letňanech. Mezi českými lokacemi byl zámek Jindřichův Hradec, klášter Chotěšov, Karlova Koruna nebo Chlumec nad Cidlinou. Natáčelo se také v Mělníku.

### 3. řada
Třetí řada se opět natáčela v České republice, ve Slovinsku a v Jižní Africe. Největší část připadla na české lokace, kde se opět točilo v Jordans Studios v Letňanech, na jehož pozemku byla znovu využita velká dekorace města Tar Valon. Další scény se natáčely v barrandovských ateliérech a také ve studiu, které vzniklo v areálu teplárny v Třeboradicích. Pro natáčení třetí série byla znovu vystavěna dekorace vesnice Dvouříčí v Tetínském lomu. Další české lokace zahrnovaly zámek Vranov nad Dyjí a hrad Točník. Natáčení v Jižní Africe probíhalo v Cape Town Film Studios.